# 버터 케이크

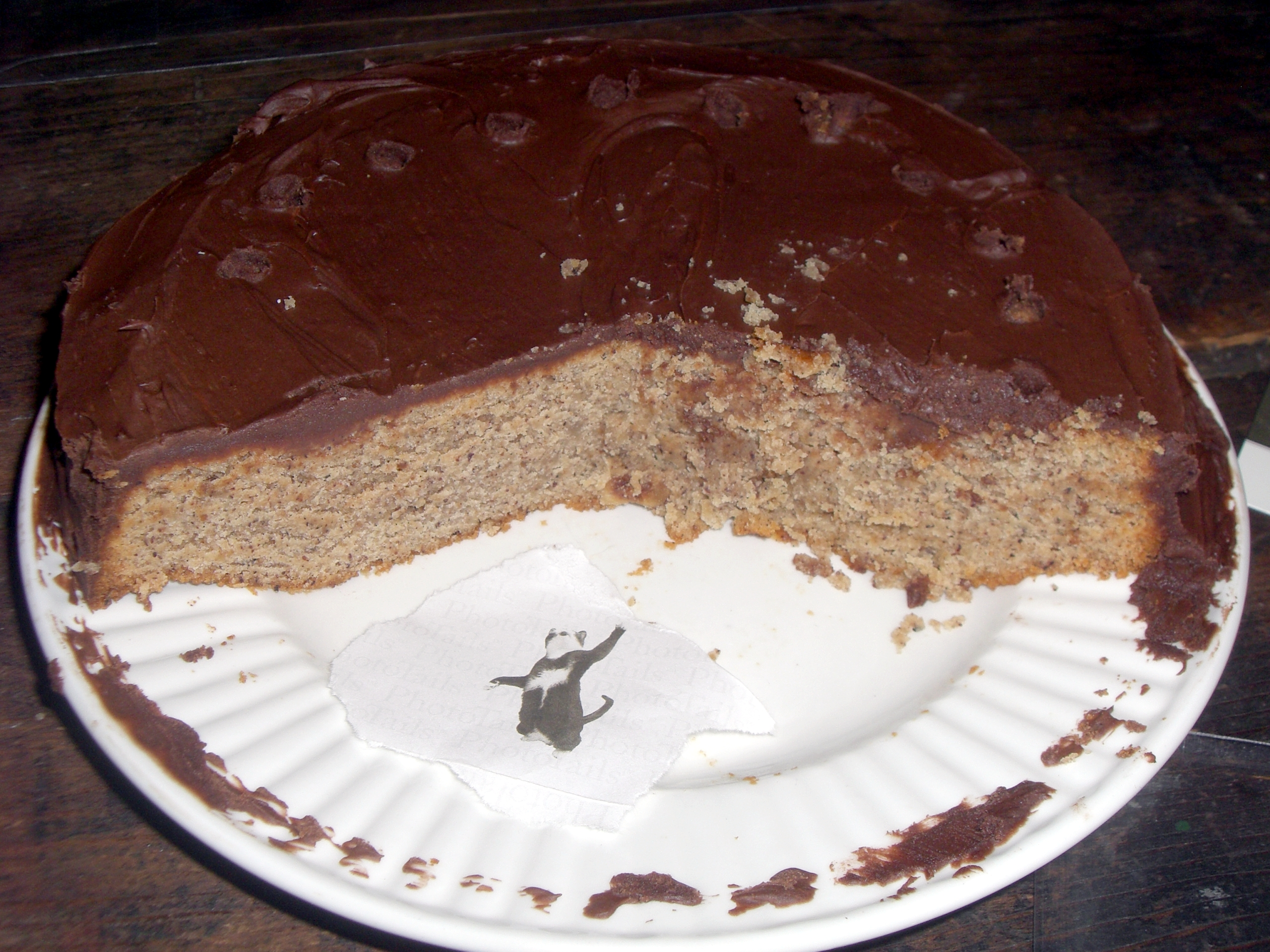
개암 버터 케이크

버터 케이크(Butter cake)는 버터를 이용해서 만든 케이크이다.
버터 케이크는 주요 재료 중 하나가 버터인 케이크이다. 버터 케이크는 버터, 설탕, 계란, 밀가루 및 베이킹 파우더나 베이킹 소다와 같은 팽창제와 같은 기본 재료로 구워진다. 그것은 미국 베이킹의 전형적인 케이크 중 하나로 간주된다. 버터 케이크는 전통적으로 같은 양의 버터, 밀가루, 설탕 및 계란을 사용하여 무겁고 풍부한 케이크를 굽는 영국식 파운드 케이크에서 유래했다.

## 역사
19세기에 베이킹 파우더 및 기타 화학 팽창제의 발명은 이러한 전통적인 재료 조합을 사용하여 더 가볍고 푹신한 케이크를 만들 수 있는 가능성을 도입함으로써 이 전통적인 파운드 케이크의 유연성을 크게 증가시켰다.

## 같이 보기
- 구이 버터 케이크
- 파운드 케이크